# Орлец-1 (космический аппарат)
Орлец-1 (кодовое наименование Дон, индекс ГУКОС: 17Ф12) — название серии российских спутников широкополосной детальной и обзорной фоторазведки. Разрешение полученных изображений — 0,95 м на точку.

## История
Разработка аппарата началась в апреле 1979 в Государственном ракетно-космическом центре «ЦСКБ-Прогресс». Первый запуск спутника состоялся 18 июля 1989, а в эксплуатацию он был принят 25 августа 1992.
Для оперативной доставки отснятой фотоплёнки на землю на аппарате предусмотрен барабан с восемью возвращаемыми капсулами. После проведения фотосъёмки плёнка загружается в капсулу, она отделяется от аппарата и совершает спуск и приземление в заданном районе.

## Запуски
В период 1989—1993 проводились регулярные ежегодные запуски «Дона», среднее время работы было около 60 суток. В промежутке 1993—2003 был запущен только один аппарат — в 1997, причём он проработал на орбите вдвое дольше прежних аппаратов — 126 суток. Следующий запуск состоялся в августе 2003. После выведения на орбиту спутник получил обозначение «Космос-2399».
Последний запуск спутника серии «Дон» был осуществлён 14 сентября 2006 года под обозначением «Космос-2423».
| Дата запуска (UTC) | NSSDC ID  | Имя         | РН      | Стартовый комплекс | Продолжительность полёта |
| ------------------ | --------- | ----------- | ------- | ------------------ | ------------------------ |
| 18.07.1989 12:10   | 1989-056A | Космос-2031 | Союз-У2 | Байконур Пл. 1     | 59 дней                  |
| 01.10.1990 11:00   | 1990-087A | Космос-2101 | Союз-У2 | Байконур Пл. 1     | 60 дней                  |
| 09.10.1991 13:15   | 1991-071A | Космос-2163 | Союз-У2 | Байконур Пл. 1     | 59 дней                  |
| 22.12.1992 12:00   | 1992-091A | Космос-2225 | Союз-У  | Байконур Пл. 31    | 58 дней                  |
| 07.09.1993 13:25   | 1993-057A | Космос-2262 | Союз-У2 | Байконур Пл. 31    | 103 дней                 |
| 15.05.1997 12:10   | 1997-024A | Космос-2343 | Союз-У  | Байконур Пл. 31    | 126 дней                 |
| 12.08.2003 14:20   | 2003-035A | Космос-2399 | Союз-У  | Байконур Пл. 31    | 119 дней                 |
| 14.09.2006 13:41   | 2006-039A | Космос-2423 | Союз-У  | Байконур Пл. 31    | 61 день                  |